# امسین
امسین (به انگلیسی: Amsin) یک منطقهٔ مسکونی در هند است که در اوتار پرادش واقع شده‌است.

## خصوصیات
امسین ۲٫۲۵ کیلومترمربع مساحت و ۱۰٬۰۰۰ نفر جمعیت دارد و ۱۰۰ متر بالاتر از سطح دریا واقع شده‌است.

## نگارخانه

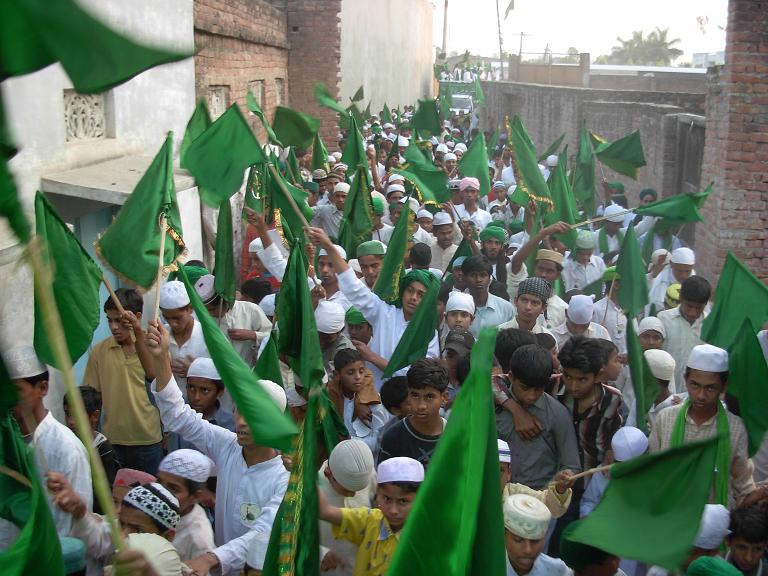
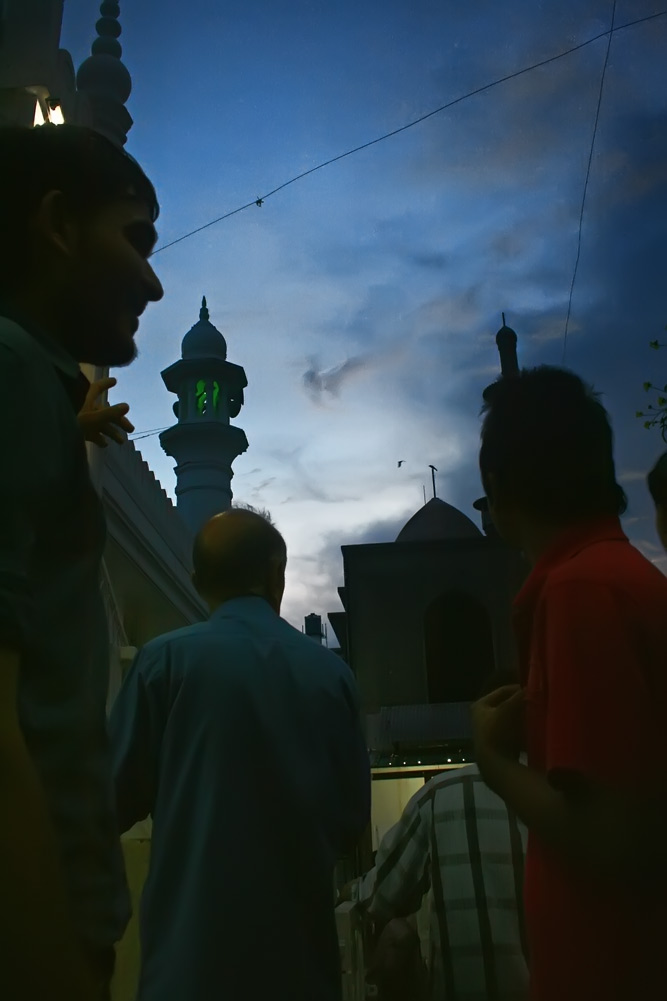
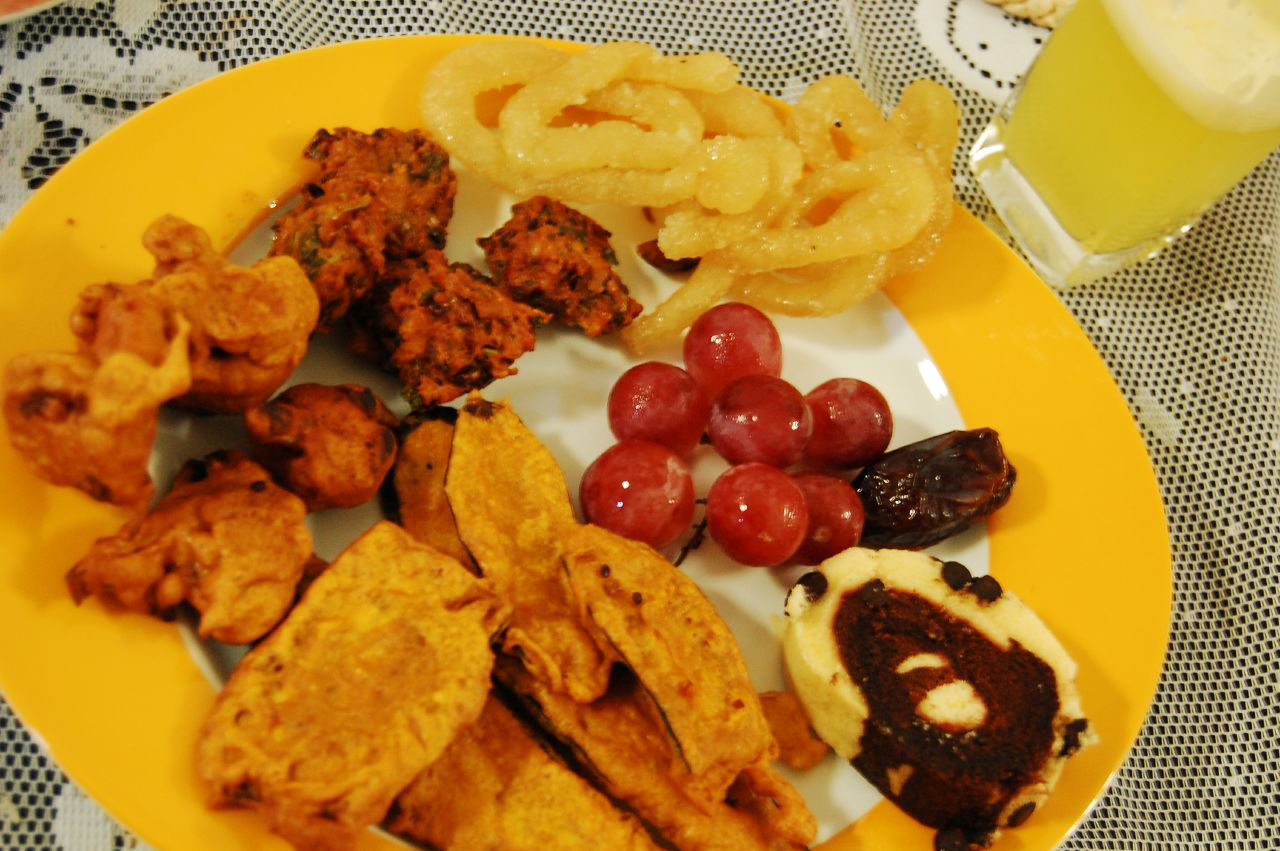
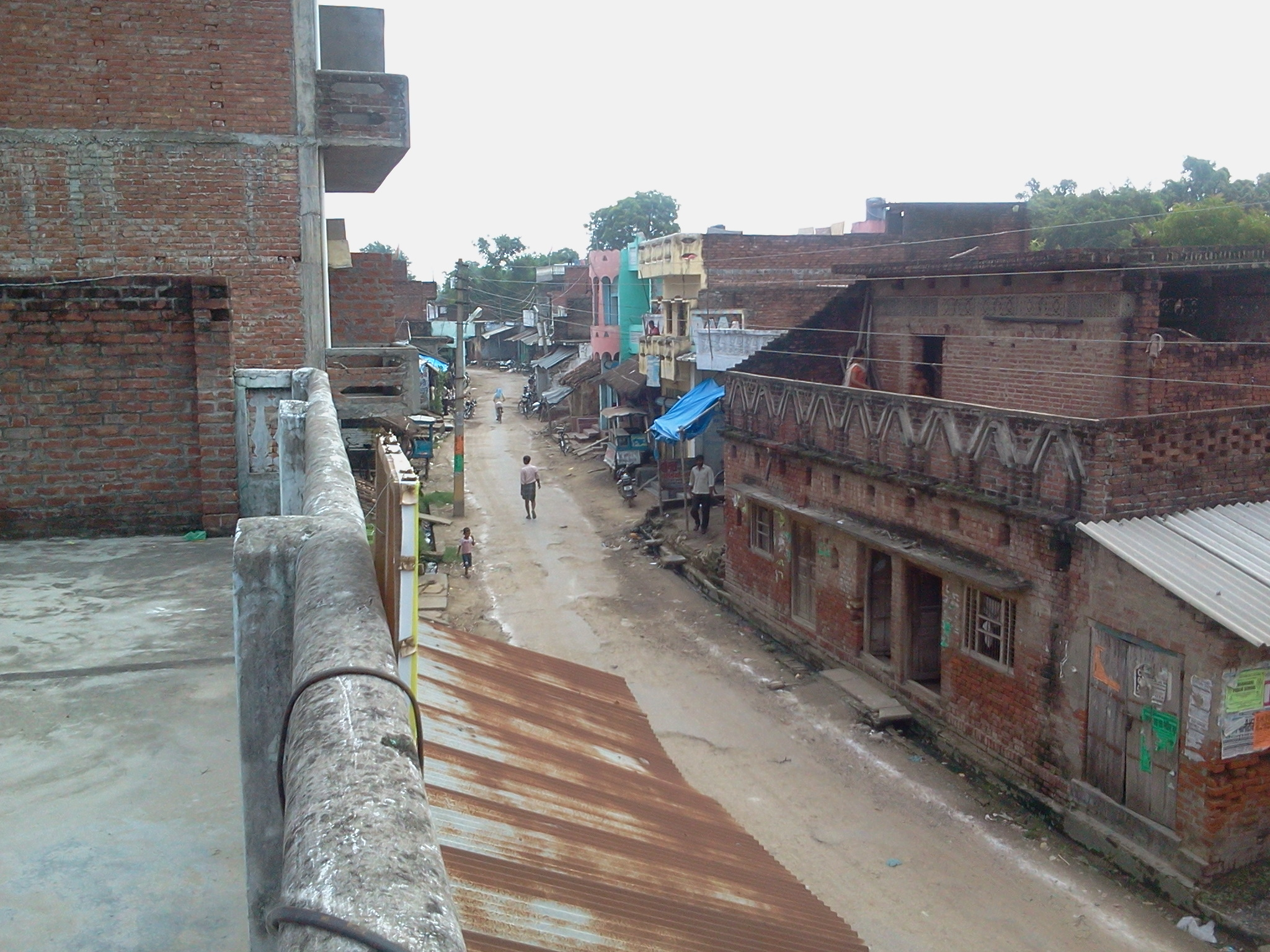
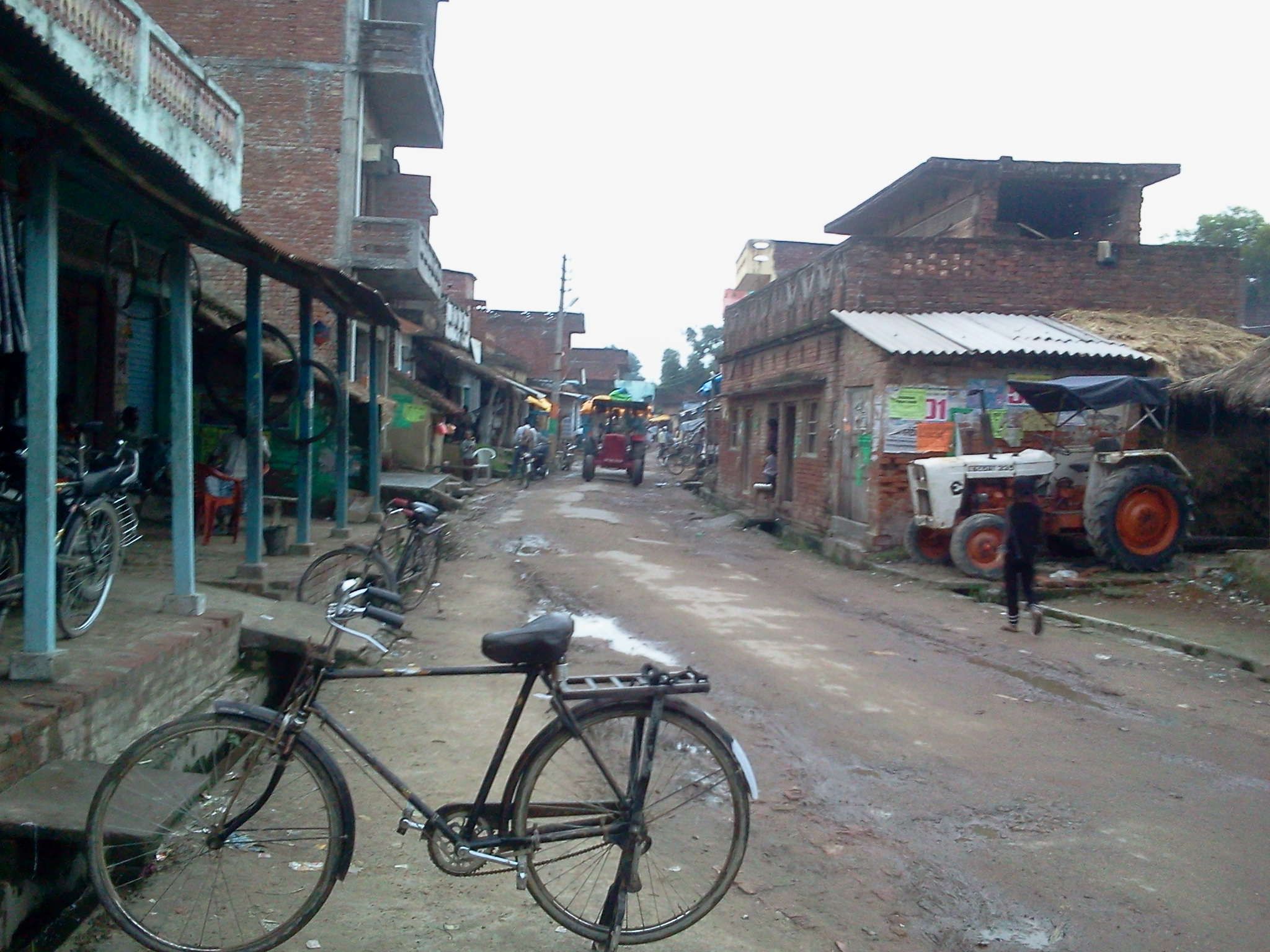
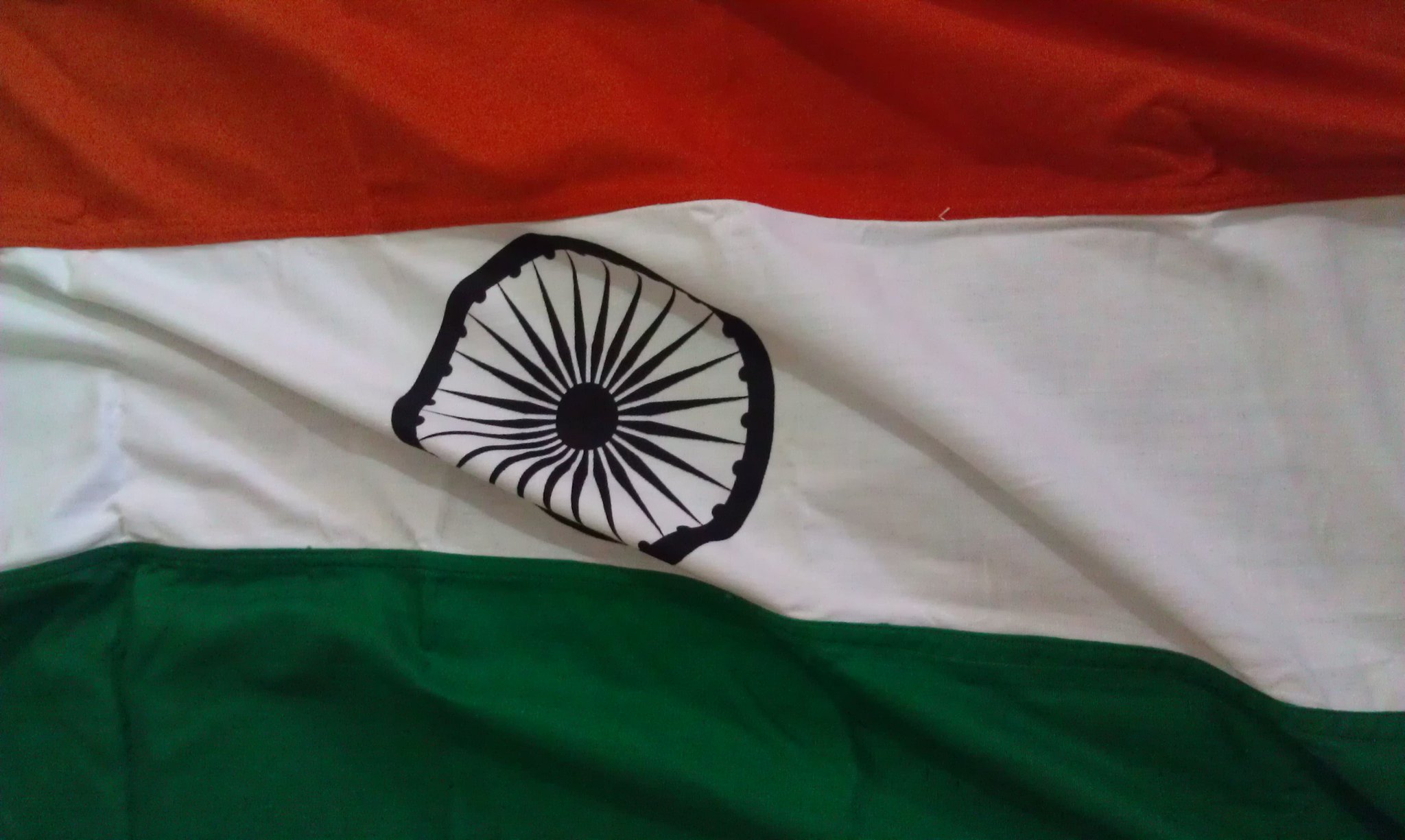
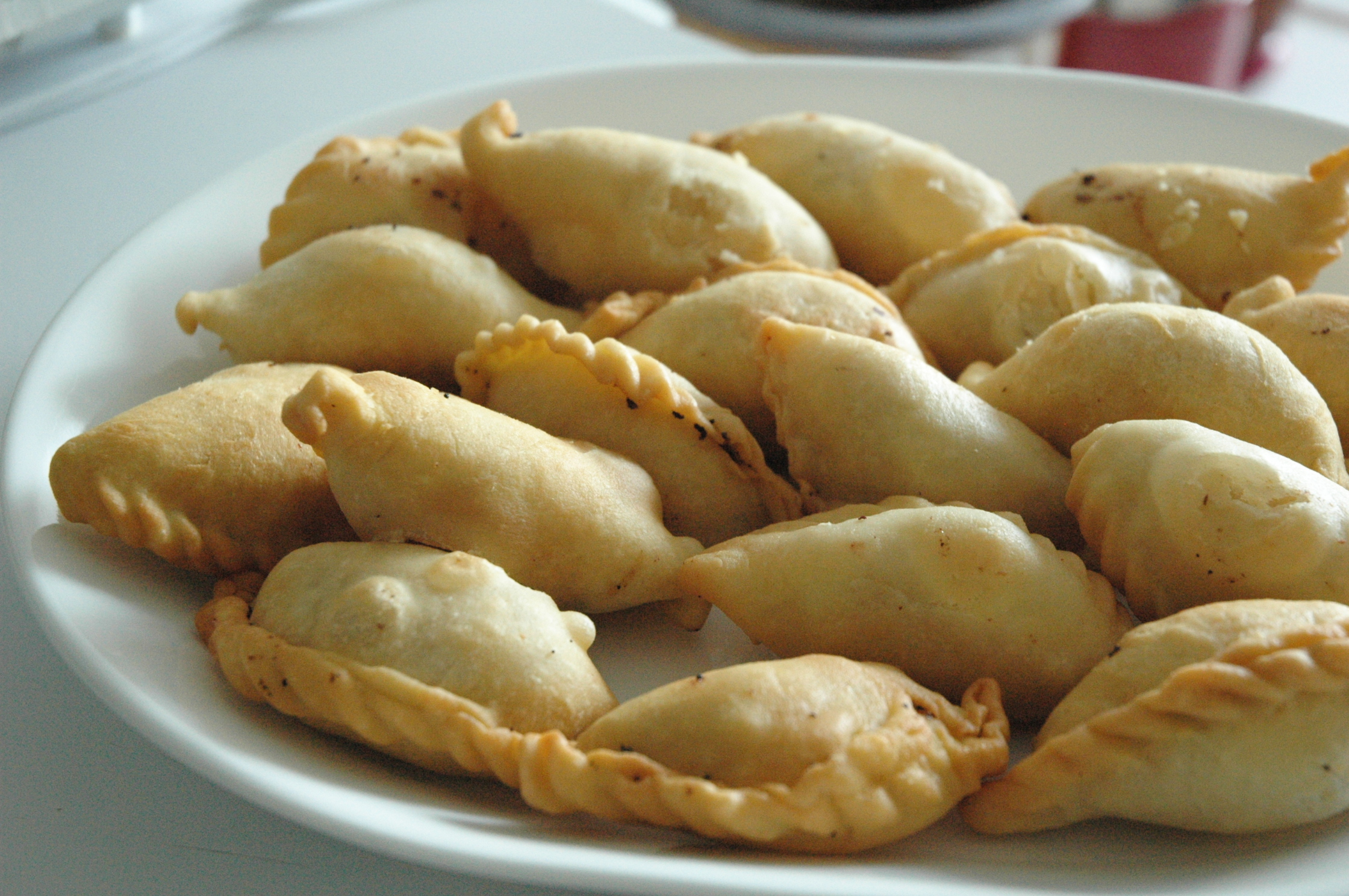